# Бильгич, Эшреф
Эшреф Хюсню Бильгич (тур. Eşref Hüsnü Bilgiç, 14 ноября 1908, Константинополь, Османская империя — 9 декабря 1992, Стамбул, Турция) — турецкий футболист, нападающий, тренер. Играл за сборную Турции.

## Биография
Эшреф Бильгич родился 14 ноября 1908 года в Константинополе (сейчас Стамбул).
Играл в футбол на позиции нападающего. На юношеском уровне выступал за «Бешикташ». Большую часть взрослой карьеры также провёл в «Бешикташе», за который играл в 1926—1947 годах и стал одним из лучших бомбардиров команды, забив в 346 матчах 110 мячей. Семь раз был чемпионом Стамбульской футбольной лиги (1934, 1939—1943, 1945), в 1944 году выиграл Кубок лиги. В 1941 году стал победителем турнира «Милли Кюме», в котором участвовали команды из Стамбула, Анкары и Измира.
В 1947—1948 годах завершал игровую карьеру в «Истанбулспоре».
В 1931—1932 годах провёл 2 матча за сборную Турции, забил 1 гол. 2 октября 1931 года поучаствовал в победе над сборной Югославии в рамках Балканского кубка — 2:0, став его серебряным призёром. 4 ноября 1932 года турки, несмотря на гол Бильгича, проиграли сборной Болгарии — 2:3.
После окончания игровой карьеры был судьёй, а с начала 50-х годов стал тренером. В 1952—1956 годах тренировал выступавшего в первой лиге «Касымпашу», который покинул, сославшись на проблемы со здоровьем. В 1956—1957 годах тренировал «Ферикёй», в 1957 году — «Бешикташ», в котором проработал всего девять дней, пока клуб не договорился с новым специалистом — итальянцем Леандро Ремондини. В 1961 году вновь возглавлял «Бешикташ» во время турне по США.
Умер 9 декабря 1992 года в Стамбуле. Похоронен на Эмирганском кладбище Стамбула.

## Достижения

### В качестве игрока
Бешикташ
- Чемпион Стамбульской лиги (7): 1934, 1939, 1940, 1941, 1942, 1943, 1945.
- Обладатель Кубка Стамбульской лиги (1): 1945.
- Чемпион «Милли Кюме» (1): 1941.

 Турция
- Серебряный призёр Балканского кубка (1): 1931.